# Rodaide
Rodaide (Ruodhaid) o Chrotais (Hrod-haid) (attorno al 710 – dopo il 755) fu probabilmente una moglie secondaria di Carlo Martello, maestro di palazzo del regno dei Franchi.

## La documentazione
Il suo status di moglie di Carlo Martello è attestata solo dal ''Liber confraternitatum augiensis'', che elenca i primi sovrani carolingi:
 . Per chiarire questa lista, i nomi dovrebbero essere disposti in due colonne:
| Karolus major domus            | Ruadtrud Ruadheid Svanahild regina              |
| Pippin rex                     | Bertha regina                                   |
| Karlomannus major domus        |                                                 |
| Karolus imperator, Karlomannus | Hiltikart regina Fastrat Regina Luitkart regina |
| Karolus rex                    |                                                 |
| Pippin rex                     | Ruadheid                                        |
| Bernardus rex                  |                                                 |
| (Ludovico il Pio)              | Irminkar regina                                 |

Questa tabella richiede diversi commenti:
- gli ultimi a morire furono Bernardo nell'817 ed Ermengarda nell'818. Le successive morti nella famiglia reale furono quelle di Pipino I d'Aquitania nell'838, e di Ludovico il Pio nell'840. Questo data la composizione del testo tra l'818 e l'838.
- l'assenza delle figlie di Carlo Martello e Pipino il Breve, così come le concubine di Carlo Magno, mostra che la sequenza menziona solo le mogli dei sovrani carolingi, escludendo le concubine.
- Swanahilde è attestata come moglie di Carlo Martello da altri documenti, in particolare dal continuatore di Fredegario e dagli Annales di Eginardo. Il qualificatore regina ad essa associata non significa in questo contesto "regina" ma "principessa reale", che era il suo status a causa della sua appartenenza agli Agilolfingi. Ne consegue che i due precedenti nomi femminili sono anche quelli delle mogli di Carlo Martello.

Gli Annales mosellani menzionano la morte di Rotrude (Ruadtrud) nel 724. Carlo Martello sposò Swanahilde alla fine del 725. Il fatto che Rodaide sia posta tra le due donne può essere spiegato solo per uno di questi due motivi:
- Carlo Martello sposò Rodaide dopo la morte di Rotrude; Rodaide morì di parto e Carlo si risposò con Swanahilde;
- Rodaide era una moglie secondaria, sposata durante la vita di Rotrude[Riferimenti 1].

## Origini
La sua famiglia d'origine non è nota. Gli unici indizi sono:
- da un lato, essendo i primi nomi Rotrude (Hrod-trud) e Chrotais (Hrod-haid) relativamente vicini, ne consegue che sono correlati. Questa affermazione è confermata dal fatto che Pipino il Breve, figlio di Rotrude, diede il nome Chrotais a una delle sue figlie. Questa radice hrod li avvicina anche al clan dei pre-robertingi[3].
- d'altra parte, Guido (Wido), abate di Fontenelle, giustiziato nel 743, fu invece propinquus (= “parente stretto da parte femminile”) di Carlo Martello. All'inizio si pensava che questa relazione fosse attraverso Rotrude[4], prima di considerare che passasse per Chrotais[5]:

|                  |                  |                  |                  |                         |                         |                         |                         |                         |                         |   |   |                         |                         |                         |                         |                         |                         |            |            |           |           |          |          |                           |                           |                             |                             |                             |                             | N nobile robertigio di Hesbaye |                             |                 |                 |                 |                 |                    |                    |                    |                    |                    |                    |          |          |          |          |  |  |                            |                            |                            |                            |                            |                            |  |  |                                              |                                              |                                              |                                              |                                              |                                              |  |  |  |  |  |  |  |  |
|                  |                  |                  |                  |                         |                         |                         |                         |                         |                         |   |   |                         |                         |                         |                         |                         |                         |            |            |           |           |          |          |                           |                           |                             |                             |                             |                             |                                |                             |                 |                 |                 |                 |                    |                    |                    |                    |                    |                    |          |          |          |          |  |  |                            |                            |                            |                            |                            |                            |  |  |                                              |                                              |                                              |                                              |                                              |                                              |  |  |  |  |  |  |  |  |
|                  |                  |                  |                  |                         |                         |                         |                         |                         |                         |   |   |                         |                         |                         |                         |                         |                         |            |            |           |           |          |          |                           |                           |                             |                             |                             |                             |                                |                             |                 |                 |                 |                 |                    |                    |                    |                    |                    |                    |          |          |          |          |  |  |                            |                            |                            |                            |                            |                            |  |  |                                              |                                              |                                              |                                              |                                              |                                              |  |  |  |  |  |  |  |  |
|                  |                  |                  |                  |                         |                         |                         |                         |                         |                         |   |   | Chariveus conte di Laon | Chariveus conte di Laon | Chariveus conte di Laon | Chariveus conte di Laon | Chariveus conte di Laon | Chariveus conte di Laon |            |            |           |           |          |          |                           |                           |                             |                             |                             |                             |                                |                             |                 |                 |                 |                 |                    |                    |                    |                    |                    |                    |          |          |          |          |  |  | Lamberto nobile di Hesbaye | Lamberto nobile di Hesbaye | Lamberto nobile di Hesbaye | Lamberto nobile di Hesbaye | Lamberto nobile di Hesbaye | Lamberto nobile di Hesbaye |  |  |                                              |                                              |                                              |                                              |                                              |                                              |  |  |  |  |  |  |  |  |
|                  |                  |                  |                  |                         |                         |                         |                         |                         |                         |   |   | Chariveus conte di Laon | Chariveus conte di Laon | Chariveus conte di Laon | Chariveus conte di Laon | Chariveus conte di Laon | Chariveus conte di Laon |            |            |           |           |          |          |                           |                           | Liutvino vescovo di Treviri | Liutvino vescovo di Treviri | Liutvino vescovo di Treviri | Liutvino vescovo di Treviri | Liutvino vescovo di Treviri    | Liutvino vescovo di Treviri |                 |                 | Willigarde      | Willigarde      | Willigarde         | Willigarde         | Willigarde         | Willigarde         |                    |                    |          |          |          |          |  |  | Lamberto nobile di Hesbaye | Lamberto nobile di Hesbaye | Lamberto nobile di Hesbaye | Lamberto nobile di Hesbaye | Lamberto nobile di Hesbaye | Lamberto nobile di Hesbaye |  |  |                                              |                                              |                                              |                                              |                                              |                                              |  |  |  |  |  |  |  |  |
|                  |                  |                  |                  |                         |                         |                         |                         |                         |                         |   |   |                         |                         |                         |                         |                         |                         |            |            |           |           |          |          |                           |                           | Liutvino vescovo di Treviri | Liutvino vescovo di Treviri | Liutvino vescovo di Treviri | Liutvino vescovo di Treviri | Liutvino vescovo di Treviri    | Liutvino vescovo di Treviri |                 |                 | Willigarde      | Willigarde      | Willigarde         | Willigarde         | Willigarde         | Willigarde         |                    |                    |          |          |          |          |  |  |                            |                            |                            |                            |                            |                            |  |  |                                              |                                              |                                              |                                              |                                              |                                              |  |  |  |  |  |  |  |  |
|                  |                  |                  |                  |                         |                         |                         |                         |                         |                         |   |   |                         |                         |                         |                         |                         |                         |            |            |           |           |          |          |                           |                           |                             |                             |                             |                             |                                |                             |                 |                 |                 |                 |                    |                    |                    |                    |                    |                    |          |          |          |          |  |  |                            |                            |                            |                            |                            |                            |  |  |                                              |                                              |                                              |                                              |                                              |                                              |  |  |  |  |  |  |  |  |
|                  |                  |                  |                  |                         |                         |                         |                         |                         |                         |   |   |                         |                         |                         |                         |                         |                         |            |            |           |           |          |          |                           |                           |                             |                             |                             |                             |                                |                             |                 |                 |                 |                 |                    |                    |                    |                    |                    |                    |          |          |          |          |  |  |                            |                            |                            |                            |                            |                            |  |  |                                              |                                              |                                              |                                              |                                              |                                              |  |  |  |  |  |  |  |  |
| Bertrada di Prüm | Bertrada di Prüm | Bertrada di Prüm | Bertrada di Prüm | Bertrada di Prüm        | Bertrada di Prüm        |                         |                         | N                       | N                       | N | N | N                       | N                       |                         |                         | Chrolanda               | Chrolanda               | Chrolanda  | Chrolanda  | Chrolanda | Chrolanda |          |          | Guido abate di Fontenelle | Guido abate di Fontenelle | Guido abate di Fontenelle   | Guido abate di Fontenelle   | Guido abate di Fontenelle   | Guido abate di Fontenelle   |                                |                             |                 |                 |                 |                 |                    |                    |                    |                    |                    |                    |          |          |          |          |  |  |                            |                            |                            |                            |                            |                            |  |  |                                              |                                              |                                              |                                              |                                              |                                              |  |  |  |  |  |  |  |  |
| Bertrada di Prüm | Bertrada di Prüm | Bertrada di Prüm | Bertrada di Prüm | Bertrada di Prüm        | Bertrada di Prüm        |                         |                         | N                       | N                       | N | N | N                       | N                       |                         |                         | Chrolanda               | Chrolanda               | Chrolanda  | Chrolanda  | Chrolanda | Chrolanda |          |          | Guido abate di Fontenelle | Guido abate di Fontenelle | Guido abate di Fontenelle   | Guido abate di Fontenelle   | Guido abate di Fontenelle   | Guido abate di Fontenelle   |                                |                             |                 |                 |                 |                 |                    |                    |                    |                    |                    |                    |          |          |          |          |  |  |                            |                            |                            |                            |                            |                            |  |  |                                              |                                              |                                              |                                              |                                              |                                              |  |  |  |  |  |  |  |  |
|                  |                  |                  |                  |                         |                         |                         |                         |                         |                         |   |   |                         |                         |                         |                         |                         |                         |            |            |           |           |          |          |                           |                           |                             |                             |                             |                             |                                |                             |                 |                 |                 |                 |                    |                    |                    |                    |                    |                    |          |          |          |          |  |  |                            |                            |                            |                            |                            |                            |  |  |                                              |                                              |                                              |                                              |                                              |                                              |  |  |  |  |  |  |  |  |
|                  |                  |                  |                  |                         |                         |                         |                         |                         |                         |   |   |                         |                         |                         |                         |                         |                         |            |            |           |           |          |          |                           |                           |                             |                             |                             |                             |                                |                             |                 |                 |                 |                 |                    |                    |                    |                    |                    |                    |          |          |          |          |  |  |                            |                            |                            |                            |                            |                            |  |  |                                              |                                              |                                              |                                              |                                              |                                              |  |  |  |  |  |  |  |  |
|                  |                  |                  |                  | Cariberto conte di Laon | Cariberto conte di Laon | Cariberto conte di Laon | Cariberto conte di Laon | Cariberto conte di Laon | Cariberto conte di Laon |   |   |                         |                         |                         |                         |                         |                         |            |            | Chrotais  | Chrotais  | Chrotais | Chrotais | Chrotais                  | Chrotais                  |                             |                             | Carlo Martello              | Carlo Martello              | Carlo Martello                 | Carlo Martello              | Carlo Martello  | Carlo Martello  |                 |                 | Rotrude di Treviri | Rotrude di Treviri | Rotrude di Treviri | Rotrude di Treviri | Rotrude di Treviri | Rotrude di Treviri |          |          |          |          |  |  | Roberto conte di Hesbaye   | Roberto conte di Hesbaye   | Roberto conte di Hesbaye   | Roberto conte di Hesbaye   | Roberto conte di Hesbaye   | Roberto conte di Hesbaye   |  |  | Landrada ⚭ Sigram                            | Landrada ⚭ Sigram                            | Landrada ⚭ Sigram                            | Landrada ⚭ Sigram                            | Landrada ⚭ Sigram                            | Landrada ⚭ Sigram                            |  |  |  |  |  |  |  |  |
|                  |                  |                  |                  | Cariberto conte di Laon | Cariberto conte di Laon | Cariberto conte di Laon | Cariberto conte di Laon | Cariberto conte di Laon | Cariberto conte di Laon |   |   |                         |                         |                         |                         |                         |                         |            |            | Chrotais  | Chrotais  | Chrotais | Chrotais | Chrotais                  | Chrotais                  |                             |                             | Carlo Martello              | Carlo Martello              | Carlo Martello                 | Carlo Martello              | Carlo Martello  | Carlo Martello  |                 |                 | Rotrude di Treviri | Rotrude di Treviri | Rotrude di Treviri | Rotrude di Treviri | Rotrude di Treviri | Rotrude di Treviri |          |          |          |          |  |  | Roberto conte di Hesbaye   | Roberto conte di Hesbaye   | Roberto conte di Hesbaye   | Roberto conte di Hesbaye   | Roberto conte di Hesbaye   | Roberto conte di Hesbaye   |  |  | Landrada ⚭ Sigram                            | Landrada ⚭ Sigram                            | Landrada ⚭ Sigram                            | Landrada ⚭ Sigram                            | Landrada ⚭ Sigram                            | Landrada ⚭ Sigram                            |  |  |  |  |  |  |  |  |
|                  |                  |                  |                  |                         |                         |                         |                         |                         |                         |   |   |                         |                         |                         |                         |                         |                         |            |            |           |           |          |          |                           |                           |                             |                             |                             |                             |                                |                             |                 |                 |                 |                 |                    |                    |                    |                    |                    |                    |          |          |          |          |  |  |                            |                            |                            |                            |                            |                            |  |  |                                              |                                              |                                              |                                              |                                              |                                              |  |  |  |  |  |  |  |  |
|                  |                  |                  |                  |                         |                         |                         |                         |                         |                         |   |   |                         |                         |                         |                         |                         |                         |            |            |           |           |          |          |                           |                           |                             |                             |                             |                             |                                |                             |                 |                 |                 |                 |                    |                    |                    |                    |                    |                    |          |          |          |          |  |  |                            |                            |                            |                            |                            |                            |  |  |                                              |                                              |                                              |                                              |                                              |                                              |  |  |  |  |  |  |  |  |
|                  |                  |                  |                  | Bertrada                | Bertrada                | Bertrada                | Bertrada                | Bertrada                | Bertrada                |   |   |                         |                         |                         |                         |                         |                         |            |            |           |           |          |          |                           |                           |                             |                             |                             |                             |                                |                             | Pipino il Breve | Pipino il Breve | Pipino il Breve | Pipino il Breve | Pipino il Breve    | Pipino il Breve    |                    |                    | Landrada           | Landrada           | Landrada | Landrada | Landrada | Landrada |  |  | Cancoro conte              | Cancoro conte              | Cancoro conte              | Cancoro conte              | Cancoro conte              | Cancoro conte              |  |  | Crodegango vescovo di Metz cugino di Cancoro | Crodegango vescovo di Metz cugino di Cancoro | Crodegango vescovo di Metz cugino di Cancoro | Crodegango vescovo di Metz cugino di Cancoro | Crodegango vescovo di Metz cugino di Cancoro | Crodegango vescovo di Metz cugino di Cancoro |  |  |  |  |  |  |  |  |
|                  |                  |                  |                  | Bertrada                | Bertrada                | Bertrada                | Bertrada                | Bertrada                | Bertrada                |   |   |                         |                         |                         |                         |                         |                         |            |            |           |           |          |          |                           |                           |                             |                             |                             |                             |                                |                             | Pipino il Breve | Pipino il Breve | Pipino il Breve | Pipino il Breve | Pipino il Breve    | Pipino il Breve    |                    |                    | Landrada           | Landrada           | Landrada | Landrada | Landrada | Landrada |  |  | Cancoro conte              | Cancoro conte              | Cancoro conte              | Cancoro conte              | Cancoro conte              | Cancoro conte              |  |  | Crodegango vescovo di Metz cugino di Cancoro | Crodegango vescovo di Metz cugino di Cancoro | Crodegango vescovo di Metz cugino di Cancoro | Crodegango vescovo di Metz cugino di Cancoro | Crodegango vescovo di Metz cugino di Cancoro | Crodegango vescovo di Metz cugino di Cancoro |  |  |  |  |  |  |  |  |
|                  |                  |                  |                  |                         |                         |                         |                         |                         |                         |   |   |                         |                         |                         |                         |                         |                         |            |            |           |           |          |          |                           |                           |                             |                             |                             |                             |                                |                             |                 |                 |                 |                 |                    |                    |                    |                    |                    |                    |          |          |          |          |  |  |                            |                            |                            |                            |                            |                            |  |  |                                              |                                              |                                              |                                              |                                              |                                              |  |  |  |  |  |  |  |  |
|                  |                  |                  |                  |                         |                         |                         |                         |                         |                         |   |   |                         |                         |                         |                         |                         |                         |            |            |           |           |          |          |                           |                           |                             |                             |                             |                             |                                |                             |                 |                 |                 |                 |                    |                    |                    |                    |                    |                    |          |          |          |          |  |  |                            |                            |                            |                            |                            |                            |  |  |                                              |                                              |                                              |                                              |                                              |                                              |  |  |  |  |  |  |  |  |
|                  |                  |                  |                  |                         |                         |                         |                         |                         |                         |   |   |                         |                         | Carlomagno              | Carlomagno              | Carlomagno              | Carlomagno              | Carlomagno | Carlomagno |           |           | Chrotais | Chrotais | Chrotais                  | Chrotais                  | Chrotais                    | Chrotais                    |                             |                             |                                |                             |                 |                 |                 |                 |                    |                    |                    |                    |                    |                    |          |          |          |          |  |  |                            |                            |                            |                            |                            |                            |  |  |                                              |                                              |                                              |                                              |                                              |                                              |  |  |  |  |  |  |  |  |

Tuttavia, i nomi dei suoi nipoti suggeriscono anche una stretta parentela con i conti di Parigi Gerardo I, sposato con una Rotrude, e Gerardo II, fratello di un Adalardo.

## Figli
Tra i figli di Carlo Martello, oltre ai figli noti di Rotrude e Swanahilde, ci sono altri tre figli maschi:
- Bernardo, menzionato nella Genealogia Arnulfi comitis come discendente di una regina,
- Remigio e Geronimo, dichiarati da questa stessa fonte come figli di una concubina[7].

Anche se alcuni storici, come Eduard Hlawitschka, vedono i tre principi come figli di Chrotais, sembra che ella abbia dato alla luce solo Bernardo († 787) abate laico di San Quintino e conte dello stesso luogo.